# 霍莉·巴勒特
霍莉·巴勒特（英語：Holly Barratt，1988年1月1日—），澳大利亚女子游泳运动员。她曾代表澳大利亚参加2018年和2022年英联邦运动会游泳比赛，获得一枚金牌和二枚银牌。